# Zunfthaus der Gerber

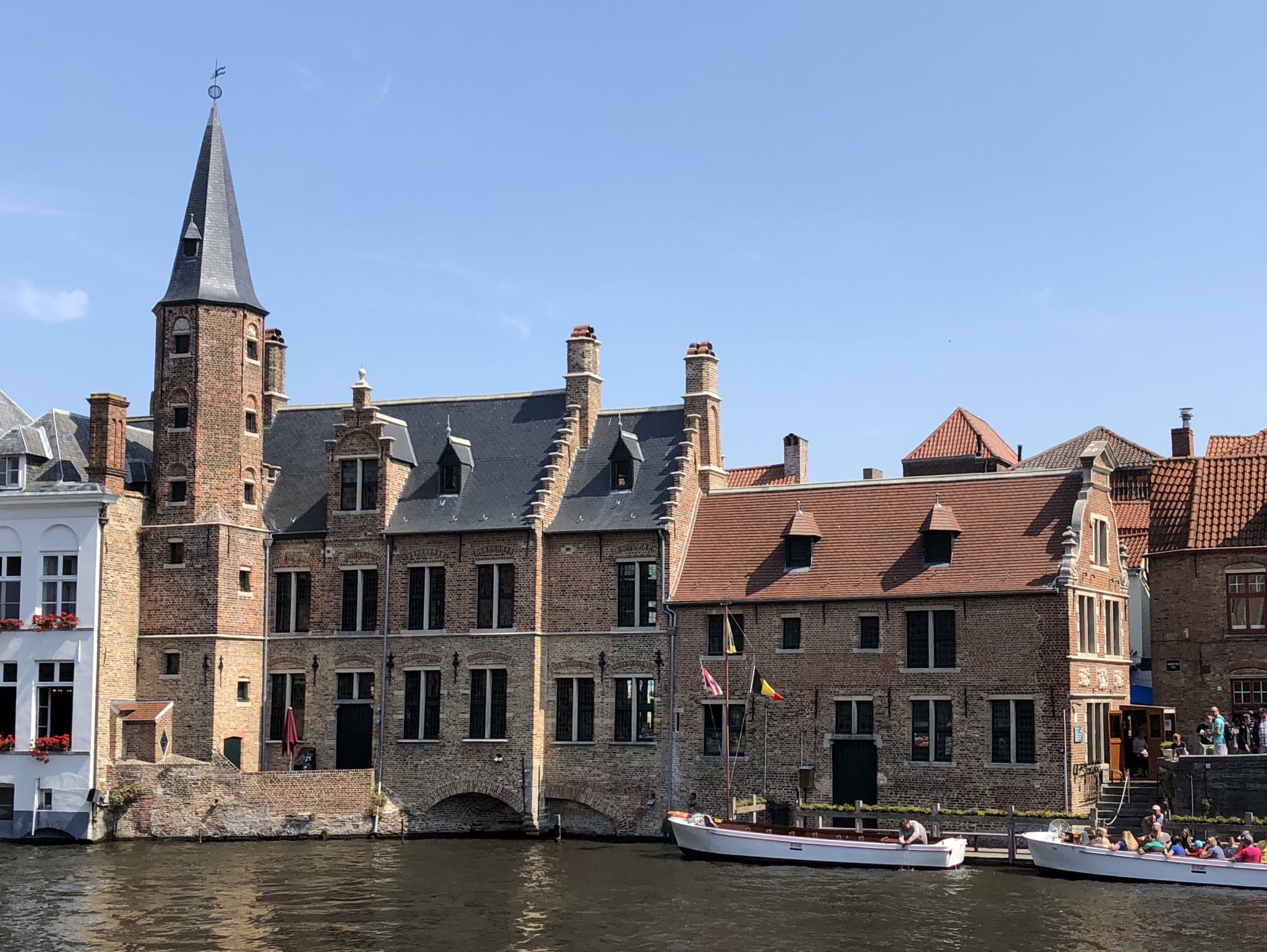
Zunfthaus der Gerber, Blick von Westen, 2019

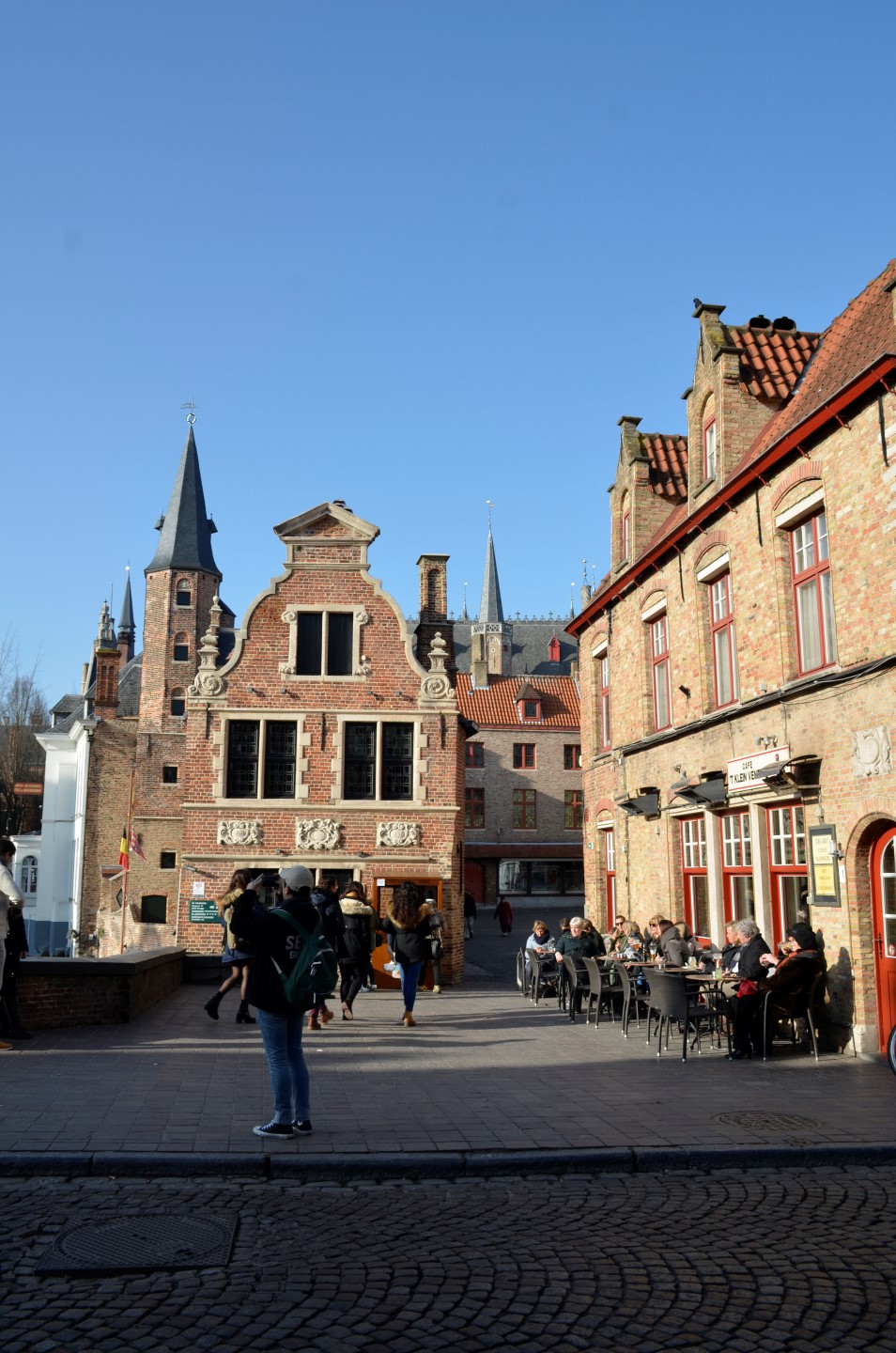
Blick von Süden, 2017

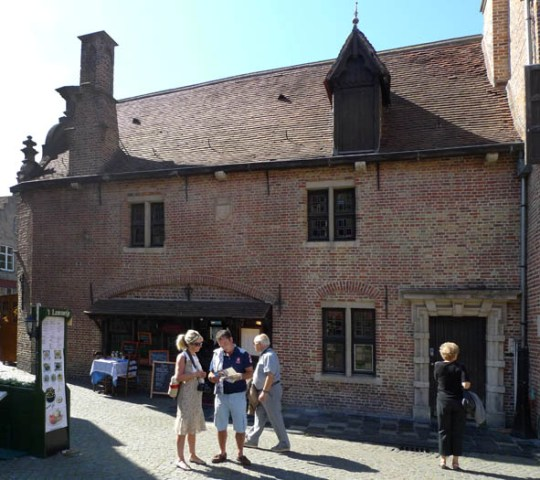
Ostseite der Nummer 10 im Jahr 2009

Das Zunfthaus der Gerber (niederländisch Ambachtshuis van de huidenvetters) ist ein denkmalgeschütztes ehemaliges Zunfthaus in Brügge in Belgien.

## Lage
Das Gebäude befindet sich in der Altstadt von Brügge, auf der Westseite des Huidenvettersplein, an der Adresse Huidenvettersplein 10 und 11. Westlich des Hauses verläuft der Kanal Dijver, südlich die Braambergstraat.

## Architektur und Geschichte
Der zweigeschossige Gebäudetrakt besteht aus zwei Gebäudeteilen, die sich von Süden nach Norden entlang des Ufers des Dijver ziehen.
Die südlich gelegene Nummer 10 datiert nach einer am Gebäude befindlichen Inschrift aus dem Jahr 1716. Zu diesem Zeitpunkt baute der Brügger Maurermeister E. Feys das im Kern ältere Gebäude um. 1912 fand eine Renovierung und ein Umbau des Komplexes nach einem Entwurf von 1912 nach einem Entwurf des Architekten E. Timmery aus Brügge statt, der sich an einem Gemälde aus dem 17. Jahrhundert orientierte. Die nach Süden weisende Fassade ist im Stil des Barock gestaltet und wird von einem geschweiften Giebel bekrönt. Seitlich sind zierende Vasen angeordnet. Die Fassaden sind ziegelsichtig, zierende Elemente und Gewände sind jedoch mit Kalkstein aus Euville gestaltet. Im Erdgeschoss befindet sich älteres Mauerwerk. An der südöstlichen Ecke finden sich noch Befestigungselemente, an denen ursprünglich ein Tor angebracht war, mit dem Nachts der Gerberplatz (Huidensvetterplein) verschlossen wurde.
Nördlich schließt sich das Haus Nummer 11 in ähnlicher Gestaltung an. Inschriftlich wird auf das Jahr 1630 / XVICXXX verwiesen. Am Gebäude befindet sich eine Inschrift in niederländisch DE EERSTE STEEN VAN HET NIEUW AMBACHTSHUIS DER HUIDEVETTERS WERD GELEGD DOOR DEN DEKEN JAN STUYLS. 7EN MAART 1630. BOUWMEESTER JAN DE SMET. HERSTELD IN 1912 DOOR B.M.STER E. TIMMERY (deutsch Der Grundstein des neuen Zunfthauses der Gerber wurde vom Zunftmeister Jan Stuyls am 7. März 1630 gelegt. BAUMEISTER Jan de Smet. 1912 von Baumeister E. Timmery wiederhergestellt.)
Die Ostfassade wird durch einen Kalksteinstreifen horizontal gegliedert. Der obere Fassadenabschluss erfolgt durch zwanzig Zinnen. An der nordwestlichen Ecke erhebt sich ein fünfgeschossiger Treppenturm über dem Ufer des Kanals. Er wurde 1905 restauriert. Die unteren beiden Geschosse sind auf viereckigen, die oberen drei Stockwerke auf achteckigem Grundriss errichtet. Die Fenster sind annähernd quadratisch, wobei sie in den oberen drei Geschossen von Bögen überspannt werden. 
Das Gebäude ist seit dem 9. Juni 2004 als Denkmal ausgewiesen und wird seit dem 14. September 2009 als architektonisches Erbe geführt.